# Sa Colla de Can Bonet
Sa Colla de Can Bonet és una associació folklòrica sense ànim de lucre del municipi de Sant Antoni de Portmany, a l'Illa d'Eivissa.
Aquesta associació es creà durant el mes de setembre de 1981 com a activitat extraescolar del col·legi de Can Bonet, per iniciativa d'Antònia Torres (Antònia des Pou), que era, aleshores, mestra i directora de l'escola. Com a professors, en aquests inicis, es contà amb Pep Mossènyers pels sonadors (músics), amb Vicent Planells pels balladors i amb Maria d'en Sardina per les balladores. També hi contaren amb Vicent Sala, Vicent Llucià com a mestre per les castanyoles; més endavant hi passaren com a mestres Evelio i Cristina Ribas, pels balladors i balladores respectivament i Toni Canyes.
El 21 de novembre de 1989, la colla de ball Sa Colla de Can Bonet es constituí legalment com a l'Associació Folklòrica Sa Colla de Can Bonet, per tal de conservar el nom del col·legi i del barri que l'havia creat. A partir d'aquí, la recent creada associació constituí una nova Junta Directiva pròpia, ja que fins al moment, estava dirigida per l'APA del col·legi. En aquesta nova etapa es contà amb Miquel d’En Ferrer com a professor pels sonadors i, més endavant, també es contà amb el mestre Vicent d’En Frit pels balladors, sense deixar de banda la col·laboració de Vicent Llucià, que segueix col·laborant fins avui dia i que també és un dels membres fundadors de l'associació.
En l'actualitat, i tal com va passar amb la Junta Directiva, les funcions de professors de ball, tant per homes com per dones, i de sonadors, corren en exclusiva per part dels propis integrants de l'associació.

## Objectius

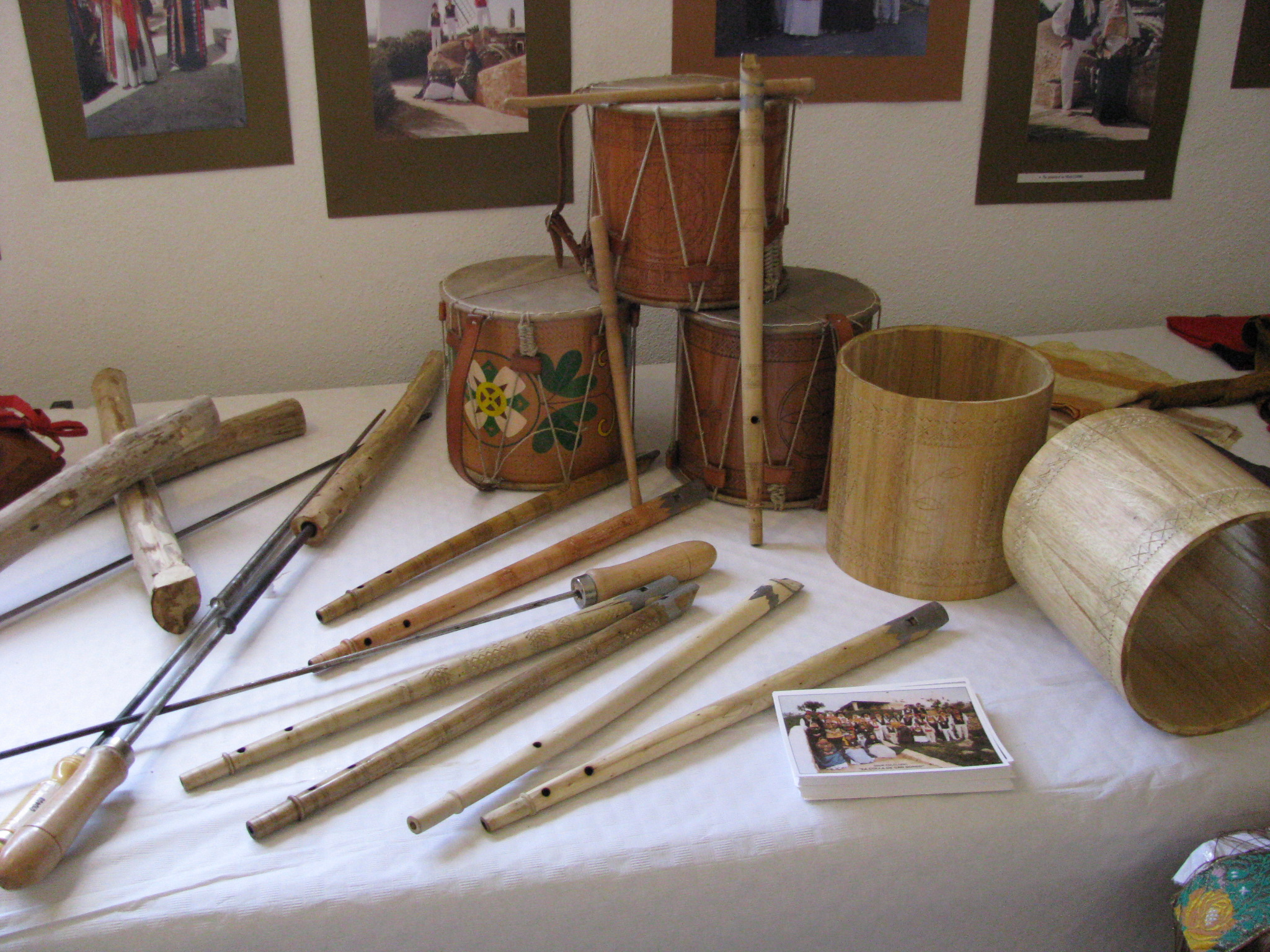
Instruments fets en els cursos d'artesania

Els objectius de l’Associació Folklòrica Sa Colla de Can Bonet han estat sempre els de conservar i donar a conèixer una part important de la cultura eivissenca: el ball típic d'Eivissa i Formentera, més conegut a les Pitiüses com a Ball Pagès, la seva música, vestimenta i tot allò amb el que es puguin donar a conèixer i conservar les arrels dels eivissencs. És per aquesta raó que l'associació ha aconseguit arreplegar, a través dels seus membres, rèpliques de la majoria dels vestits tradicionals: pel que fa a la vestimenta de les dones, disposa de la gonella negra amb mantellina i la gonella negra amb capell, el vestit blanc i el de color, tant en les versions de festa, com de treball. Respecte a la vestimenta dels homes, també es disposa dels vestits blancs, tant del de drap com del de fil, el vestit de llana negre i el de camisola.
Respecte als instruments musicals, també es disposa de la flauta, característica per ser de tres forats, el tambor, les castanyoles i l'espasí.
També, per tal de no perdre les tradicions, l'associació organitza cursos diversos on s'ocupen de fer, tant la roba típica eivissenca, com els instruments musicals.
Paral·lelament a l'activitat com a associació autònoma i colla de ball Sa Colla de Can Bonet també participa en la Federació de Colles de Ball i Cultura Popular d’Eivissa i Formentera des dels inicis d'aquesta, com a forma de potenciar la cultura pitiüsa fins als més alts nivells.

## Actuacions

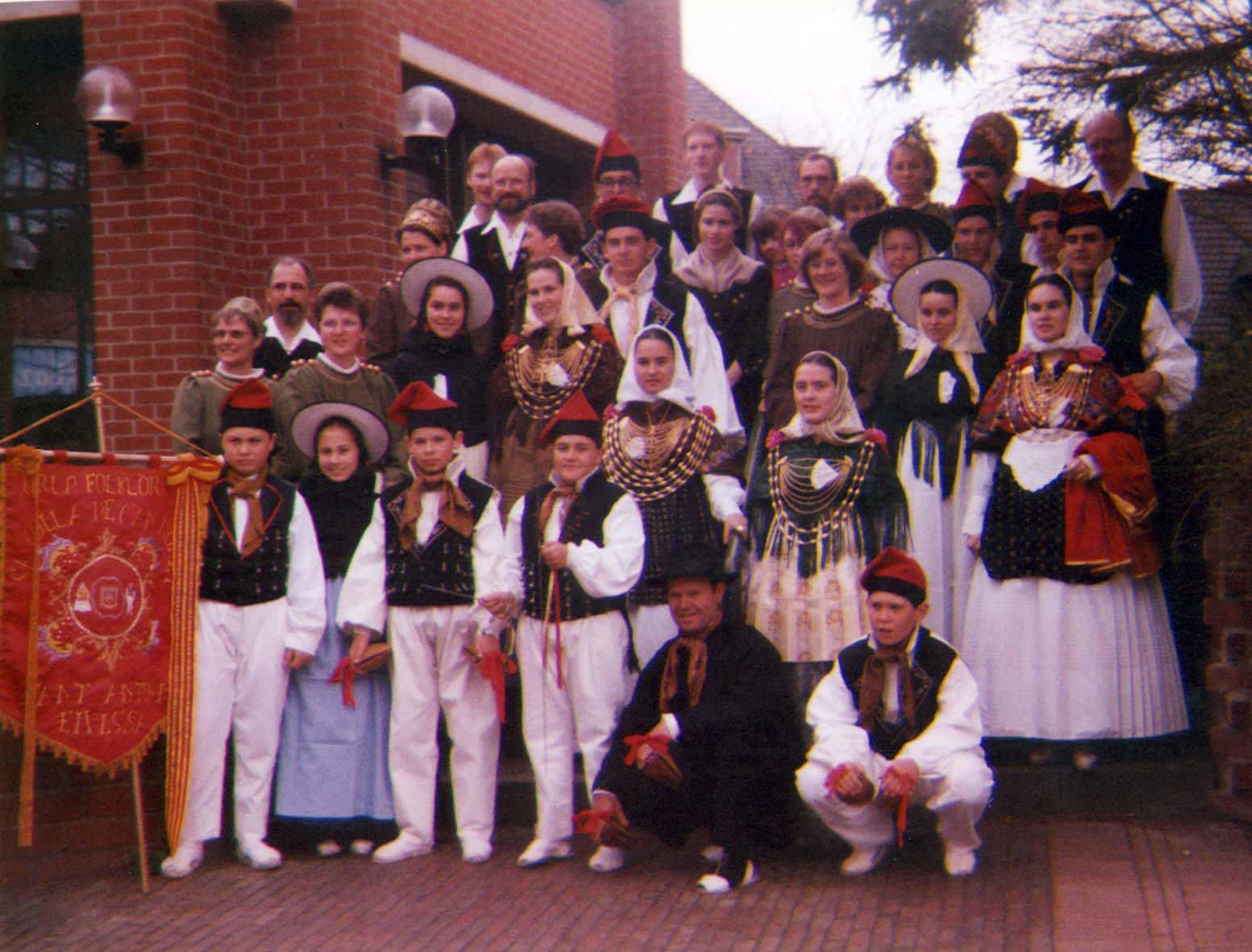
Viatge a Aurich per part dels membres de Sa Colla de Can Bonet

Per tal de promoure i divulgar la cultura eivissenca, Sa Colla de Can Bonet se centra bàsicament en el ball i la seua música. És per això que participa, juntament amb les altres colles de ball de Sant Antoni de Portmany, en les festes patronals d'aquest municipi i en les festes de la terra (8 d'agost) en conjunt amb les colles de ball de la resta d'Eivissa.
També, per part d'aquesta associació, s'han recuperat dos festes antigues, com són, des de l'any 1996, la ballada en la font coneguda com a Es Broll de Buscastell, que té lloc el dissabte després de l'onomàstica de Sant Jaume (25 de juliol) i la festa en Es Pou des Escarabats, també en la vénda de Buscastell, des de l'any 1999, que se celebra el diumenge posterior a l'onomàstica de Sant Pere (29 de juny). En aquestes dues festes, organitzades amb la col·laboració de l'Ajuntament de Sant Antoni i la participació dels vesins de la zona, es pot gaudir i participar en l'exhibició de ball pagès, sonades de gaites, concursos pagesos i altres mostres de les arrels eivissenques, com els ucs i brular el corn.
Fora de l'illa d'Eivissa, l'associació ha actuat en diversos indrets, destacant els viatges d'intercanvis culturals realitzats a Aurich (Alemanya), Les Preses (Girona), Ares (A Coruña), La Vall d'Uixó (Castelló), Onís i Blimea (Samartín del Rei Aurelio), totes dos a Astúries, i diverses actuacions a la resta de les illes de l'arxipèlag Balear, i també va ser l'encarregada de representar a l'Illa d'Eivissa a l'edició de FITUR de l'any 2007.
L'Associació Folklòrica Sa Colla de Can Bonet va ser guardonada el 3 de febrer de 2007 amb la medalla de plata de l'Ajuntament de Sant Antoni de Portmany pels seus 25 anys d'activitat ininterrompuda i col·laborant amb el municipi.